# Kinyegero
Kinyegero är ett vattendrag i Burundi.   Det ligger i provinsen Gitega, i den centrala delen av landet, 70 kilometer öster om huvudstaden Bujumbura.
Omgivningarna runt Kinyegero är en mosaik av jordbruksmark och naturlig växtlighet. Runt Kinyegero är det tätbefolkat, med 397 invånare per kvadratkilometer.